# Грінс-Лендінг (Пенсільванія)
Грінс-Лендінг (англ. Greens Landing) — переписна місцевість (CDP) в США, в окрузі Бредфорд штату Пенсільванія. Населення — 898 осіб (2020).

## Географія
Грінс-Лендінг розташований за координатами 41°56′10″ пн. ш. 76°32′44″ зх. д. / 41.93611° пн. ш. 76.54556° зх. д. (41.936246, -76.545554).  За даними Бюро перепису населення США в 2010 році переписна місцевість мала площу 7,09 км², з яких 6,94 км² — суходіл та 0,16 км² — водойми.

## Демографія
Згідно з переписом 2010 року, у переписній місцевості мешкали 894 особи в 329 домогосподарствах у складі 244 родин. Густота населення становила 126 осіб/км².  Було 358 помешкань (50/км²).
Расовий склад населення:
| - 94,7 % — білих - 2,0 % — азіатів - 0,3 % — корінних американців |

До двох чи більше рас належало 2,3 %. Частка іспаномовних становила 1,5 % від усіх жителів.
За віковим діапазоном населення розподілялося таким чином: 27,7 % — особи молодші 18 років, 62,6 % — особи у віці 18—64 років, 9,7 % — особи у віці 65 років та старші. Медіана віку мешканця становила 36,5 року. На 100 осіб жіночої статі у переписній місцевості припадало 98,2 чоловіків;  на 100 жінок у віці від 18 років та старших — 90,6 чоловіків також старших 18 років.
Медіана доходів становила 44 643 долари для чоловіків та 28 173 долари для жінок. За межею бідності перебувало 33,2 % осіб, у тому числі 28,6 % дітей у віці до 18 років та 0,0 % осіб у віці 65 років та старших.
Цивільне працевлаштоване населення становило 243 особи. Основні галузі зайнятості: освіта, охорона здоров'я та соціальна допомога — 46,5 %, виробництво — 18,1 %, фінанси, страхування та нерухомість — 11,1 %, науковці, спеціалісти, менеджери — 9,5 %.